# Задорнова, Велта Яновна
Ве́лта Я́новна Задо́рнова (девичья фамилия — Калнберзинь; род. 26 июля 1948) — российский лингвист, доктор филологических наук, профессор кафедры английского языкознания филологического факультета МГУ, дочь бывшего первого секретаря ЦК Компартии Латвии Яна Эдуардовича Калнберзиня, первая жена юмориста Михаила Задорнова.

## Биография
Велта Яновна Калнберзиня родилась 26 июля 1948 года в Юрмале в Латвийской ССР в семье бывшего первого секретаря ЦК Компартии Латвии Я. Э. Калнберзиня (1893—1986).
Училась в одном классе со своим будущим мужем Михаилом Задорновым в рижской школе № 10.
В 1966 году поступила в Латвийский государственный университет на факультет иностранных языков. С 1969 года — на филологическом факультете МГУ, окончила университет в 1972 году (дипломная работа «Особенности фатической речи»).
В марте 1971 года вышла замуж за Михаила Задорнова. Предположения о разводе супругов появились в прессе в 2009 году. Детей у них не было. Вскоре Михаил женился во второй раз.
С 1972 по 1975 год училась в аспирантуре. В 1976 году под руководством О. С. Ахмановой защитила кандидатскую диссертацию «Филологические основы перевода поэтического произведения».
С 1976 года работает на кафедре английского языкознания, доктор филологических наук (1992, диссертация «Словесно-художественное произведение на разных языках как предмет лингвопоэтического исследования»), с 1995 года профессор.